# Hobbit Day

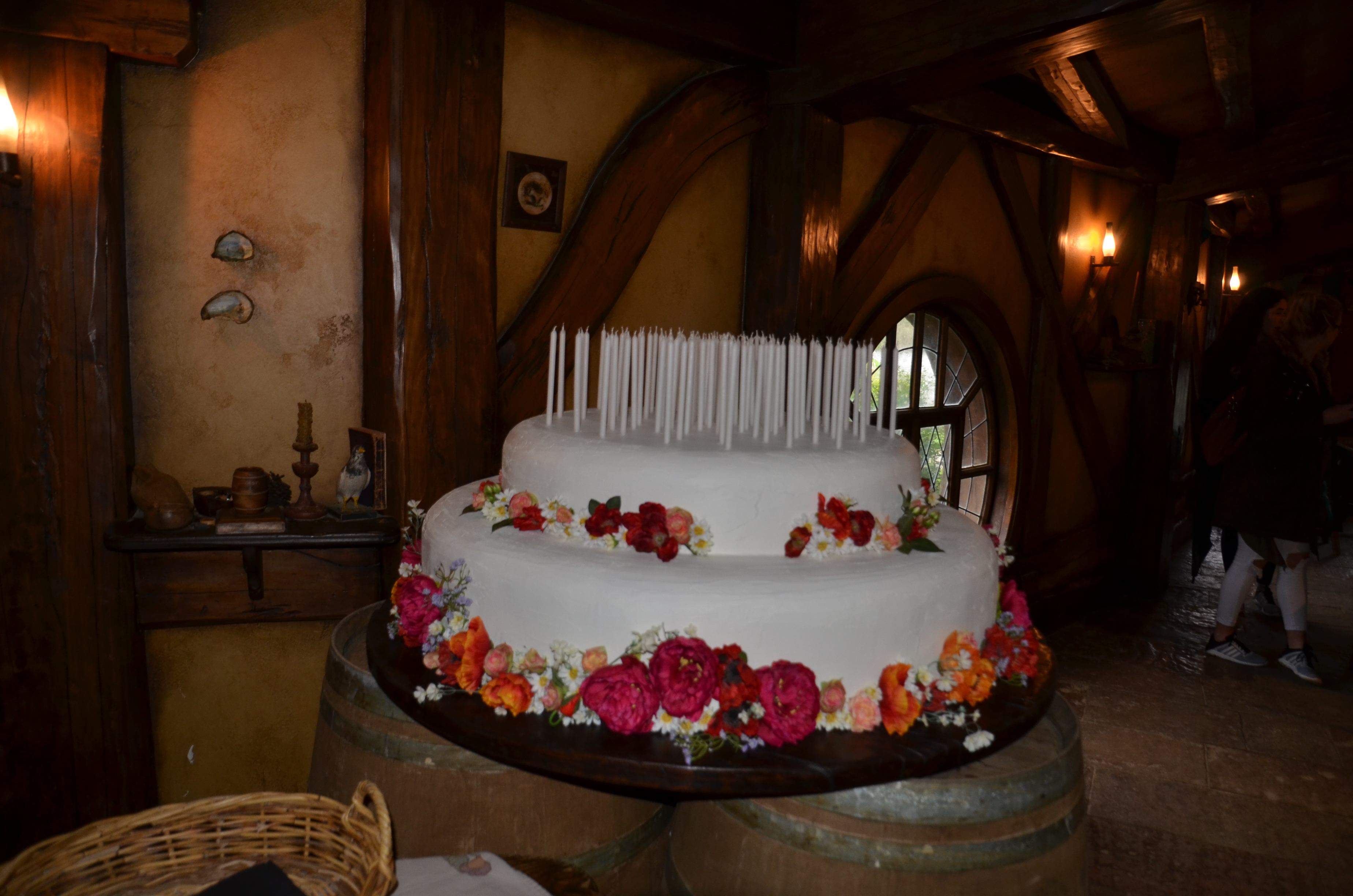
Dort k oslavě Hobbit Day, který se konal v hostinci U zeleného draka na filmovém setu Hobitín v roce 2016

Hobbit Day (doslova Den hobitů), tedy 22. září, je dnem, kdy si připomínáme narozeniny hobitů Bilba a Froda Pytlíka – dvou fiktivních postav z nejoblíbenějších Tolkienových příběhů, jež ožívají v dílech Hobit (poprvé vydaném 21. září 1937) a Pán prstenů. Podle Tolkienovy fantazijní chronologie se uvádí, že Bilbo se narodil v roce 2890 a Frodo v roce 2968 Třetího věku (což odpovídá letům 1290 a 1368 podle krajového letopočtu).
Týden označovaný jako Tolkien Week (týden Tolkiena) pak zahrnuje právě tento výjimečný den.

## Dodržování

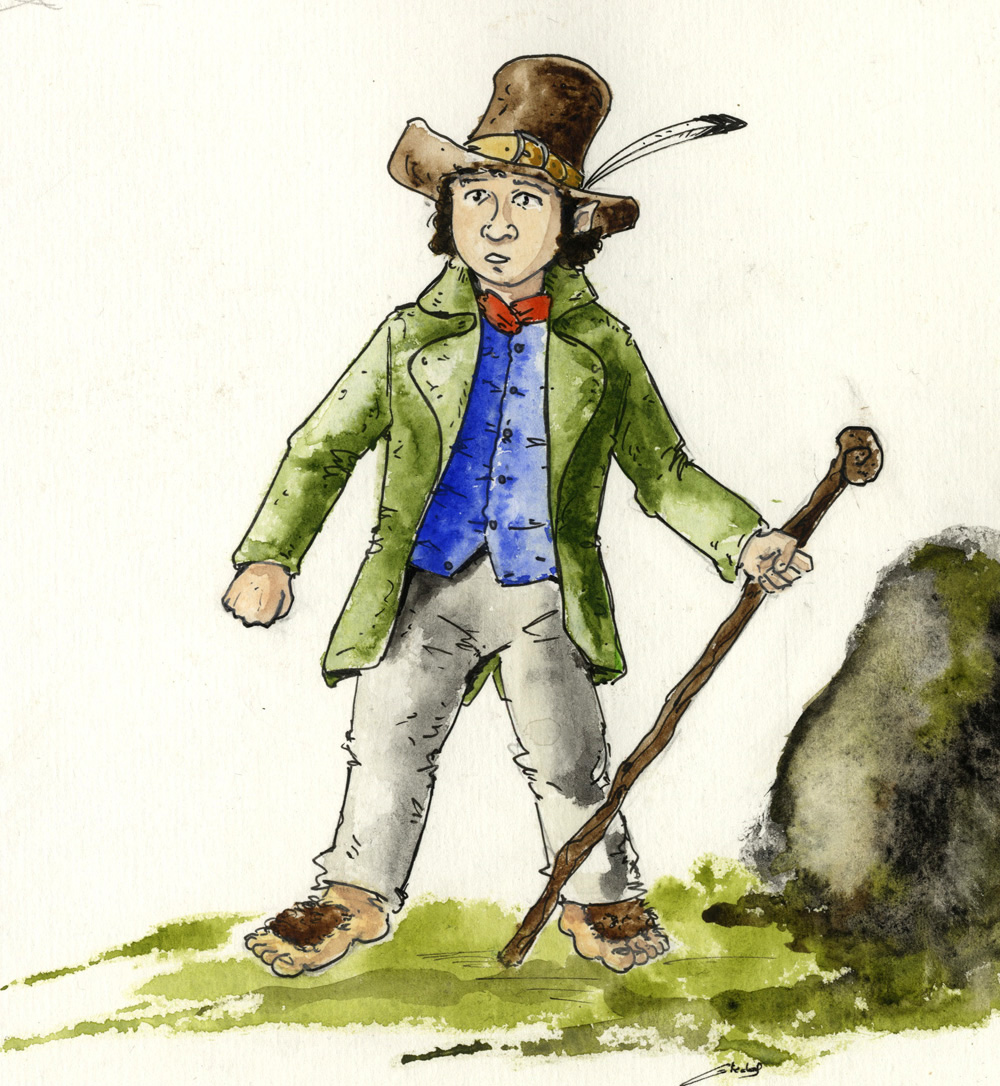
Ilustrace hobita

Americká Tolkienova společnost poprvé vyhlásila Hobbit Day a Tolkien Week již v roce 1978. Podle jejích pravidel připadá Hobbit Day na 22. září, zatímco Tolkien Week je definován jako kalendářní týden, během něhož tento den nastane. Společnost zároveň poukazuje na skutečnost, že tradice oslav Hobbit Day sahá do dob, kdy ještě nebylo oficiálně stanoveno jeho datum.
Vzhledem k rozdílům mezi fiktivním krajským kalendářem a gregoriánským systémem se vedou debaty o optimálním datu oslav – podle gregoriánského počítání totiž skutečné narozeniny hobitů připadaly mezi 12. a 14. zářím, jak je uvedeno v dodatcích k Pánu prstenů.

## Oslava
Společenstvo prstenu zahájilo svůj příběh slavnostní oslavou narozenin Bilba. Byla to velkolepá slavnost, během níž se podávalo jídlo, obdivovaly ohňostroje, rozléhal se tanec a panovala opravdová veselost.
Někteří fanoušci Tolkiena tuto atmosféru oživují napodobováním hobitích oslav, zatímco jiní si projevují úctu k hobitům – kteří boty nenosí – tím, že tráví den naboso.
Kromě toho některé školy a knihovny využívají tento den k probuzení zájmu o Tolkienovu tvorbu prostřednictvím tematických výstav a různých akcí.
Podle dodatků k Pánu prstenů „neexistují žádné záznamy o tom, že by si obyvatelé Kraje připomínali 25. březen či 22. září; ovšem v Západní čtvrtce, zejména v oblasti kolem Hobitínu, se ustálila tradice pořádat slavnostní dny a tančit na poli, pokud to dovolovalo počasí.“
V Gondoru se na počest Froda ustanovil svátek Yavannie 30, který odpovídal původnímu datu narozenin – tedy 22. září – a v přestupném roce se tato oslava zdvojnásobila, čímž vznikl festival zvaný Cormare neboli Den prstenu.